# Eicochrysops mahallakoaena
Eicochrysops mahallakoaena är en fjärilsart som beskrevs av Hans Daniel Johan Wallengren 1857. Eicochrysops mahallakoaena ingår i släktet Eicochrysops och familjen juvelvingar. Inga underarter finns listade i Catalogue of Life.